# Sykesville (Pennsilvània)
Sykesville és una població dels Estats Units a l'estat de Pennsilvània. Segons el cens del 2000 tenia 1.246 habitants.

## Demografia
Segons el cens del 2000, Sykesville tenia 1.246 habitants, 548 habitatges, i 340 famílies. La densitat de població era de 302,6 habitants/km².
Dels 548 habitatges en un 29,4% hi vivien nens de menys de 18 anys, en un 47,1% hi vivien parelles casades, en un 10,8% dones solteres, i en un 37,8% no eren unitats familiars. En el 33,9% dels habitatges hi vivien persones soles el 17,9% de les quals corresponia a persones de 65 anys o més que vivien soles. El nombre mitjà de persones vivint en cada habitatge era de 2,27 i el nombre mitjà de persones que vivien en cada família era de 2,92.
Per edats la població es repartia de la següent manera: un 24,2% tenia menys de 18 anys, un 7,1% entre 18 i 24, un 27,4% entre 25 i 44, un 20,7% de 45 a 60 i un 20,6% 65 anys o més.
L'edat mediana era de 40 anys. Per cada 100 dones de 18 o més anys hi havia 92,9 homes.
La renda mediana per habitatge era de 26.719$ i la renda mediana per família de 34.375$. Els homes tenien una renda mediana de 30.597$ mentre que les dones 19.773$. La renda per capita de la població era de 14.398$. Entorn del 13,1% de les famílies i el 17,1% de la població estaven per davall del llindar de pobresa.

## Poblacions més properes
El següent diagrama mostra les poblacions més properes.